# Раїсов Аслан Тимурович
Аслан Тимурович Раїсов (рос. Аслан Тимурович Раисов; 29 грудня 1990, м. Грозний, СРСР) — російський хокеїст, лівий нападник. Виступає за «Аріада-Акпарс» (Волжськ) у Вищій хокейній лізі.
Вихованець хокейної школи «Ак Барс» (Казань). Виступав за: «Нафтовик» (Леніногорськ), «Нафтовик» (Альметьєвськ), «Кристал» (Саратов), «Молот-Прикам'я» (Перм), «Октан» (Перм).
У складі юніорської збірної Росії учасник чемпіонату світу 2008.
Досягнення
- Срібний призер юніорського чемпіонату світу (2008).